# Ljuskänsliga silversalter
Till gruppen ljuskänsliga silversalter hör silverjodid, silverbromid och silverklorid. Dessa har lite olika ljusegenskaper som film- och fotopappersfabrikanterna utnyttjar för att få fram produkter med specifika egenskaper.
När ljus träffar en silversaltkristall uppstår en fri silveratom kallad "silvergrodd". Silvergrodden har aldrig direktobserverats vid normal exponering men är synlig såsom svärtning vid ljusskadat material. När framkallningsvätskan angriper silverkristallen runt grodden fälls mera silver ut.
Det finns framkallare med olika egenskaper som angriper på lite olika sätt. Hydrokinon angriper i de lätt exponerade områdena medan metol angriper i kraftigt exponerade områden. Således bygger de vanliga framkallarna på metol–hydrokinon-blandningar, men det finns flera andra.
När framkallningen är över så måste de oexponerade silversalterna tas bort och det görs med fixersalt kallat fixernatron. Fixersaltet angriper även rent silver och därför måste en omfattande bortsköljning ske av fixersaltrester.